# Сноб (фильм)
«Сноб» (англ. The Snob) — немая чёрно-белая драма 1924 года.

## Сюжет
Когда Шервуд Клакстон, отец Нэнси Клакстон, оказывается вовлечён в громкий скандал, девушка вынуждена скрыться и начать новую жизнь под видом учительницы в общине меннонитов в захолустье Пенсильвании. Даже её жених Геррик Эпплтон не может разыскать её. На работе она знакомится с учителем Юджином Карри и влюбляется в него. Юджин, желая пробиться в высшее общество, сторонится своих родственников-меннонитов и заискивает перед каждым, кто стоит выше его на социальной лестнице.
Из жалости он берет Нэнси в жены, но продолжает роман с Дороти Реншеймер, дочерью директора школы. Когда Геррик наконец находит Нэнси, она уже беременна от Юджина. Когда приходит срок, ребёнок рождается мертвым. Она обвиняет в случившемся Юджина, так как незадолго до родов нашла любовные письма Дороти и сильно переживала. В довершение всего девушка признаётся, что на самом деле она — наследница огромного состояния. Спохватившись, Юджин пытается вернуть любовь жены, но Нэнси, которая собирается выйти замуж за Геррика, отвергает его.

## В ролях
- Джон Гилберт — Юджин Карри
- Норма Ширер — Нэнси Клакстон
- Конрад Найджел — Геррик Эпплтон
- Филлис Хейвер — Дороти Реншеймер